# Szlak Familijny przez Park Leśny Zdroje

Szlak Familijny przez Park Leśny Zdroje – żółty znakowany szlak turystyczny, w Szczecinie Zdrojach. Krótki szlak spacerowy, o długości 2,5 km, wokół Jeziora Szmaragdowego, jednego z najatrakcyjniejszych zakątków Szczecina i Szczecińskiego Parku Krajobrazowego „Puszcza Bukowa”. Na trasie punkty widokowe, schrony z okresu II wojny światowej, na Polanie Widok miejsce na ognisko.

## Przebieg szlaku
- 0,0 km - Jezioro Szmaragdowe, mostek widokowy: 
  -   Szlak Równiny Wełtyńskiej
  -   Szlak Woja Żelisława
  -   Szlak do Jeziora Szmaragdowego
- 0,5 km - Polana Widok - punkt widokowy (panorama Szczecina)
- 1,0 km - Grota za Łukami
- 2,0 km - południowy wysoki brzeg Jeziora Szmaragdowego:
  -   Szlak Równiny Wełtyńskiej
- 2,5 km - Skórcza Góra, punkt widokowy (panorama Szczecina):
  -   Szlak do Jeziora Szmaragdowego – odchodzi
  -   Szlak Woja Żelisława – odchodzi

Przebieg szlaku zweryfikowany według danych z roku 2007.